# 新城子街道
新城子街道，是中华人民共和国辽宁省沈阳市沈北新区下辖的一个乡镇级行政单位。

## 行政区划
新城子街道下辖以下地区：
站前社区、工农社区、文化社区、云峰社区、新兴社区、新建社区、勤俭社区、新华社区、福星社区、福宁社区和金星社区。

## 交通
京哈铁路：新城子站